# Diplomatie (film)
Diplomatie is een Frans-Duitse dramafilm uit 2014 onder regie van Volker Schlöndorff. Het scenario is gebaseerd op het gelijknamige toneelstuk uit 2011 van de Franse auteur Cyril Gély.

## Verhaal
Op 24 augustus 1944 ligt het lot van de Franse hoofdstad Parijs in handen van generaal Dietrich von Choltitz. Hij bereidt zich op bevel van Hitler voor op de vernietiging van Parijs. De Zweedse consul Raoul Nordling tracht de generaal ervan te overtuigen om het bevel van Hitler naast zich neer te leggen.
De plot is - in grote lijnen - gebaseerd op ware gebeurtenissen, althans op verklaringen die de betrokkenen lang na de oorlog gegeven hebben, maar om dramaturgische redenen vereenvoudigd tot een dialoog.

## Rolverdeling
- André Dussollier: Raoul Nordling
- Niels Arestrup: Generaal von Choltitz
- Burghart Klaußner: Kapitein Werner Ebernach
- Robert Stadlober: Luitenant Bressensdorf
- Charlie Nelson: Conciërge
- Jean-Marc Roulot: Jacques Lanvin
- Stefan Wilkening: Korporaal Mayer
- Thomas Arnold: Luitenant Hegger
- Lucas Prisor: SS-officier
- Attila Borlan: SS-officier
- Marie Dompnier: Opgesmukte dame
- Claudine Acs: Kamermeisje
- Dominique Engelhardt: Hans
- Johannes Klaußner: Jonge soldaat
- Charles Morillon: Bewaker in de vestibule

## Prijzen en nominaties
| jaar | prijs                                      | categorie                 | genomineerde(n)    | uitslag     |
| ---- | ------------------------------------------ | ------------------------- | ------------------ | ----------- |
| 2014 | Schwerin Art of Film Festival              | Flying Ox - Best feature  | Volker Schlöndorff | Genomineerd |
| 2014 | Internationaal filmfestival van Valladolid | Beste acteur              | Niels Arestrup     | Gewonnen    |
| 2014 | Internationaal filmfestival van Valladolid | Beste regie               | Volker Schlöndorff | Gewonnen    |
| 2014 | Internationaal filmfestival van Valladolid | Golden Spike (beste film) | Volker Schlöndorff | Genomineerd |